# Kurt Wahl
Kurt Emil Wahl (* 5. Mai 1912 in Mehlis, Zella-Mehlis; † 27. Dezember 1990 in Maisach) war ein deutscher Florettfechter, deutscher Meister und Olympiateilnehmer. Er focht beim MTV München von 1879.

## Erfolge
Kurt Wahl wurde 1952 und 1954 deutscher Meister im Florettfechten. Bereits vor dem Zweiten Weltkrieg wurde er 1940, 1941 und 1943 zweiter. Ebenso belegte er den zweiten Platz bei den ersten Meisterschaften nach dem Zweiten Weltkrieg 1951 und noch einmal 1953.
1952 nahm er an den Olympischen Spielen in Helsinki teil. Im Einzel gewann er nur zwei Gefechte in der ersten Runde und schied als fünfter seiner Runde aus, die Mannschaft erreichte die Viertelfinalrunde, belegte dort aber sieglos den letzten Platz.
Von 1955 bis 1976 war Wahl Präsident des Bayerischen Fechterverbandes.